# Heishui
Heishui (en chino, 黑水县; pinyin, Hēishuǐ (escuchar)ⓘ) también conocida por su nombre tibetano Choqu (en tibetano: ཁྲོ་ཆུ, wylie: khro chu, ZWPY: Choqu) es un condado bajo bajo la administración directa de la Prefectura Ngawa. Se ubica en la provincia de Sichuan, centro-sur de la República Popular China. Su área es de 4141 km² y su población total para 2010 superó los 60 mil habitantes.

## Administración
Desde octubre de 2022, el condado Heishui divide en 15 pueblos administrados en 8 poblados y 7 villas.

## Toponimia
El topónimo Heishui [/Jéi-shuéi/] significa literalmente «río Negro», mientras que su homólogo tibetano Choqu significa «río de Hierro "fundido"»,  lo que se ha extendido para referirse a "agua negra". Este nombre se debe a que el río Hei que atraviesa toda la región, sus aguas tienen un tono oscuro, lo que le da su característico color negro.